# Pasió d'Atenes
Pasió d'Atenes (en llatí: Pasion, en grec antic: Πασίων) va ser un ric banquer d'Atenes, que originàriament era un esclau d'Antístenes i Arquestratis que també eren banquers. Al seu servei va mostrar una gran fidelitat i bones aptituds, i el van recompensar amb la manumissió.
Llavors va crear el seu propi banc i es va fer ric. La seva integritat era reconeguda a tota Grècia, però va ser denunciat per apropiar-se d'uns diners d'un grec de la zona de l'Euxí, única acusació que consta. La demanda s'explica en un discurs d'Isòcrates.
El seu diner va ser posat diverses vegades al servei de l'estat atenenc. Se sap que va donar mil escuts, i va armar cnc galeres, a més de pagar els sous de tota la tripulació. Per això va obtenir tots els drets de ciutadania i va ser ser membre de la demos d'Acarnes.
Va morir de malaltia a Atenes l'any 370 aC. Els seus negocis van ser administrats als darrers anys pel seu llibert Fornió que després es va casar amb la vídua Arquipe i va administrar la fortuna del jove fill Pasicles. Un altre fill, Apol·lodor, va dilapidar la seva part ràpidament en extravagàncies i plets.